# Ligne privée
Ligne privée (Dead Connection) est un film américain réalisé par Nigel Dick (en) et sorti en 1994.

## Synopsis
Une série de meurtres ont été commis dans un motel. Le détective Matt Dickson se lance à la recherche du tueur en série.

## Fiche technique
- Titre original : Dead Connection
- Réalisation : Nigel Dick (en)
- Production :  PolyGram Filmed Entertainment, Propaganda Films, Viacom Productions
- Pays de production :  États-Unis
- Lieu de tournage : Los Angeles
- Date de sortie : 
  - Royaume-Uni : 18 novembre 1994

## Distribution
- Michael Madsen : Det. Matt Dickson
- Lisa Sinclair : Doreen
- Paul Leslie Disley
- Simon Kenny
- Nicholas Kenny
- Andrew Shaw
- Parker Posey : Denise
- Connie Blankenship : Terry
- John Clayton Schafer : Jeff
- Jimmy Ortega : Vince
- Gary Stretch : Richard Welton
- Eric DaRe : Anthony the Bouncer
- Alex Desir : Bald Guy
- Julio Oscar Mechoso : Linen Suit
- Brenda Swanson : Susan